# Фуко, Франсуа
Франсуа Фуко (фр. François Foucault) — французский промышленник, основатель одноименной марки душевых кабин и изделий из стекла.

## Биография
Франсуа Фуко родился в 1880 году в Амьене на севере Франции. Спустя четыре года семейство Фуко перебралось в Лион.
Детство его пришлось на расцвет эпохи модерна, и молодой Франсуа буквально влюбился в витражи того времени и чугунное литье: так, детские впечатления оказали влияние на его последующую жизнь и выбор профессии.

### Начало XX века
В начале XX века Франсуа основал скромное семейное производство — мастерскую гравировки по металлу, где работал с двумя племянниками.
В 1905 году женился на Марии Каррэ, и в 1908 году супруги унаследовали небольшую частную стекольную мануфактуру Себастьяна Каррэ, тестя Франсуа и отца Марии.
Франсуа, бывший без ума от знаменитой школы Нанси, был полон планов по производству художественного стекла. Он энергично приступил к объединению двух производств и вскоре начал выпускать витражное стекло, нашедшее применение в интерьерном дизайне, мебели, освещении и малых архитектурных формах. Стоит ли говорить, что он буквально вкладывал душу в своё детище, что стало безусловным залогом качества выпускаемой продукции.

### 1920-е гг.
В последующую эпоху функционализма и геометризации форм Фуко обратился к более насущному: теперь его витражи не были простыми украшениями и роскошью, присущий 1920-м прагматизм брал своё. Больше внимания стало уделяться технологиям и соображениям экономии, жизнь вокруг стремительно менялась, неизменными оставались качество, присущее изделиям завода Foucault-Carré, и излюбленные материалы хозяина.
Франсуа Фуко умер в 1938 году, не увидев потрясений грядущего десятилетия, Компьенского соглашения и последующей капитуляции Франции. Его дело умерло бы вместе с ним, если бы не почти детективная история.

## Марка«François Foucault»сегодня
Спустя почти 20 лет внучатый племянник Франсуа Клод, родившийся и выросший во франкоязычной части благополучной Швейцарии, гостил у родственников во Франции. В ходе знакомства с семейными реликвиями он заинтересовался ставшей к тому моменту антиквариатом мебелью, изготовленной с применением зеркал и стекол с мануфактуры Foucault-Carré, и пришел к выводу о несомненной выгоде и закономерности возобновления производства, правда, уже на новом месте и с использованием новых технологий.
Так дело Франсуа получило новое продолжение, спустя почти полвека с тех пор, как была отчеканена первая вывеска «François Foucault».
Сегодня марка François Foucault олицетворяет качество и надежность, роскошь и изящество.